# Estádio Municipal José Pereira Rego
Estádio Municipal José Pereira Rego – stadion piłkarski, w Paraíso do Tocantins, Tocantins, Brazylia, na którym swoje mecze rozgrywa klub Paraíso Esporte Clube.
Pierwszy gol: Luizinho (Paraíso)